# 프레디 그레이 사망 사건
프레디 그레이 사망 사건은 25세 아프리카계 미국인 남성 청년인 프레디 그레이(영어: Freddie Carlos Gray Jr.)가 2015년 4월 12일 경찰에게 구금되었다가 4월 19일 사망한 사건을 가리킨다. 그의 죽음은 2015년 볼티모어 폭동이 일어나는 주요 계기가 되었다.

## 그레이의 체포 및 사망
2015년 4월 12일 자전거로 순찰 중이던 네 명의 볼티모어 경찰이, 프레디 그레이가 경찰을 보고 도망치는 것을 보고 그를 체포했다. 현장의 상황이 담긴 영상에는 당시 경찰이 그의 다리를 질질 끌며 차로 연행하는 모습이 포착되었다. 당시 그레이는 고통에 찬 신음을 흘리고 있었으며, 근처의 행인도 “당신들 그 사람 다리를 질질 끌고 있다, 멈춰라!”고 반복해서 외쳤다.
4월 13일 볼티모어 경찰이 기자회견을 열어, 순찰 중 도망가는 용의자를 체포했으며, 이후 병원으로 이송했으나, 현재 중태에 빠졌다고 밝혔다. 4월 14일 그레이가 경추 손상과 관련한 쇼크로, 트라우마 병원에서 수술을 받았다. 4월 15일부터 17일까지 그레이가 혼수 상태에 빠졌다.
4월 19일 오전 7시, 그레이가 사망했다. 사인은 경추 손상이었다. 그레이 유가족 측 변호사가 ‘그레이의 경추의 80%가 손상됐다’는 성명을 발표했고, 그레이의 유가족은 그가 사망 전 성대가 뭉개지고 목이 부러진 상태로 고통 받고 있었다고 밝혔다. 소규모의 비폭력 시위가 이어졌다.

## 소요 사태
볼티모어 시에서 폭력 소요 사태가 일어났고, 미 전역 주요 도시에서 시위가 벌어졌다.

## 같이 보기
- 마틴 루터 킹 주니어의 암살 ☞ 1968년 볼티모어 폭동
- 로드니 킹 ☞ 1992년 로스앤젤레스 폭동
- 에릭 가너 피살 사건
- 트레이번 마틴 피살 사건
- 마이클 브라운 총격 사건 ☞ 2014년 퍼거슨 봉기
- 프레디 그레이 사망 사건 ☞ 2015년 볼티모어 폭동
- 조지 플로이드 사망 사건 ☞ 조지 플로이드 사망 항의 시위